# Municipio de Mountain (Illinois)
El municipio de Mountain (en inglés: Mountain Township) es un municipio ubicado en el condado de Saline en el estado estadounidense de Illinois. En el año 2010 tenía una población de 357 habitantes y una densidad poblacional de 3,22 personas por km².

## Geografía
El municipio de Mountain se encuentra ubicado en las coordenadas 37°38′16″N 88°25′56″O / 37.63778, -88.43222. Según la Oficina del Censo de los Estados Unidos, el municipio tiene una superficie total de 111.01 km², de la cual 108,43 km² corresponden a tierra firme y (2,32 %) 2,58 km² es agua.

## Demografía
Según el censo de 2010, había 357 personas residiendo en el municipio de Mountain. La densidad de población era de 3,22 hab./km². De los 357 habitantes, el municipio de Mountain estaba compuesto por el 93,56 % blancos, el 4,2 % eran afroamericanos, el 0,28 % eran amerindios, el 0,28 % eran de otras razas y el 1,68 % eran de una mezcla de razas. Del total de la población el 1,68 % eran hispanos o latinos de cualquier raza.